# Rödgumpad busktyrann
Rödgumpad busktyrann (Cnemarchus erythropygius) är en fågel i familjen tyranner inom ordningen tättingar.

## Utseende och läte
Rödgumpad busktyrann är en praktfull tätting i grått och kastanjebrunt med tydliga vita vingfläckar. Lätet beskrivs som ett frågvisst visslande som kan höras långt.

## Utbredning och systematik
Rödgumpad busktyrann delas in i två underarter:
- Cnemarchus erythropygius orinomus – förekommer i Santa Martabergen och östra Anderna i norra Colombia
- Cnemarchus erythropygius erythropygius – förekommer i Anderna i södra Colombia, Ecuador, östra Peru och västra Bolivia

### Släktestillhörighet
Fågeln placeras traditionellt som enda art i släktet Cnemarchus. Genetiska studier visar dock att den står mycket nära rostvingad busktyrann (Polioxolmis erythropygius). De placeras därför numera i samma släkte, där Cnemarchus har prioritet.

## Levnadssätt
Rödgumpad busktyrann hittas i höga bergstrakter vid eller ovan trädgränsen, i öppna områden med endast enstaka spridda träd och buskar. Där ses den sitta tydligt i trädtoppar, på staketstolpar eller på telefontrådar och andra upphöjda platser, varifrån den gör utfall i luften för att fånga insekter.

## Status
Arten har ett stort utbredningsområde och beståndet anses stabilt. Internationella naturvårdsunionen IUCN listar den därför som livskraftig (LC).